# Texarkana and Fort Smith Railway
La Texarkana and Fort Smith Railway (T&FS) era una società ferroviaria statunitense che operava dal 1885 al 1943 negli Stati del Texas e dell'Arkansas. Era una filiale della Kansas City Southern Railway e la sua sede principale era a Texarkana, nel Texas..

## Storia
Il 18 giugno 1885, la Texarkana and Northern Railway, organizzata da William. L. Whitaker, un boscaiolo e appaltatore ferroviario di Texarkana, ottenne l'atto costitutivo dallo stato del Texas e costruì una linea di dieci miglia da Texarkana a nord alle terre di legno di Whitaker lungo il Red River. Il 9 luglio 1889, l'atto costitutivo fu modificato, cambiando il nome in Texarkana and Fort Smith Railway, e ottenendo il permesso dalle autorità di estendere la linea fino a Fort Smith, Arkansas.
Nel 1892, quando la T&FS costruì altre 16 miglia a nord dal Red River a Wilton, Arkansas, la Kansas City, Pittsburg and Gulf Railroad acquisì il controllo della ferrovia e utilizzò la T&FS come collegamento nel Texas nel suo percorso pianificato tra Kansas City e il golfo del Messico. A quei tempi, l'articolo X della Costituzione del Texas richiedeva che tutte le ferrovie che operavano nello stato dovevano avere la loro sede nel Texas.
Nel 1897, la T&FS estese i suoi binari a 85 miglia dal nord di Wilton a Mena, Arkansas, e 29 miglia a sud da Texarkana fino al confine tra Arkansas e Louisiana, dove si univa con i binari della KCP&G che conduceva a Shreveport. A sud di Shreveport, la T&FS costruì anche una linea dal confine tra Louisiana e Texas sul fiume Sabine a sud fino a Beaumont e Port Arthur, Texas, una nuova città creata come terminale marino del percorso. L'intera rotta della KCP&G fu aperta da Kansas City al golfo il 1º novembre 1897, con la T&FS operante 105 miglia della linea principale nell'Arkansas e 79 miglia nel Texas.
Sulla scia di una crisi finanziaria, la KCP&G fu riorganizzata come Kansas City Southern Railway il 1º aprile 1900. Nel 1934, in una decisione decisiva, la Corte suprema confermò una sentenza della Interstate Commerce Commission che sovrasta la legge del Texas che richiede che le ferrovie debbano avere la loro sede nello stato. Successivamente, la Texarkana and Fort Smith Railway fu affittata alla Kansas City Southern nel 1934 e si fuse il 31 dicembre 1943.